# První spor duše s tělem
Tzv. První spor duše s tělem je anonymní básnická skladba, patrně z roku 1320. Je psána česky a jde o jednu z nejstarších česky psaných literárních památek, byť se zachoval jen pozdnější opis. Označení "první" v názvu bylo dodáno dodatečně, neboť později, ke konci 14. století, vznikly dvě nové verze se stejným názvem a námětem. Rok vydání První sporu není nikde uveden, ale klíčem pro badatele je poznámka o mohučském arcibiskupovi a rádci českých králů Petrovi z Aspeltu, jehož smrt byla dle autora dosud v živé paměti. Text tedy byl vydán ne dříve než v roce 1320, možná již v tom roce, nebo krátce po něm. Spor duše a těla je oblíbený středověký žánr, který se opírá o citát Pavla z Tarsu z Listu Galatským, jenž tvrdí, že duše a tělo jsou v neustálém sporu. Proto se předpokládá, že český autor měl nějakou latinskou, nebo možná i německou předlohu, která ale nebyla dosud zjištěna. V prvním českém sporu nabádá duše tělo, aby se kálo. To odmítá a pokání neustále odkládá, až nakonec dojde ke smrti. Tělo mizí ze scény a duši čeká nebeský soud, na němž v jeho prospěch či neprospěch svědčí různé postavy jako Panna Marie, Ježíš Kristus, ďáblové, Pravda, Spravedlnost, Milosrdenství nebo Pokoj. Zachoval se jediný opis Prvního sporu, který je patrně dosti pozdní a je pravděpodobné, že text je již oproti původnímu upraven směrem k próze. Druhý český spor duše s tělem pochází ze 3. čtvrtiny 14. století a je to zřejmý a poměrně věrný - jakkoli nepřiznaný - překlad latinské básně Visio Philiberti (Vidění Filibertovo) Roberta Grossetesta. Třetí český spor duše s tělem vznikl někdy v téže době, ale je patrně původnější. Neobsahuje scény nebeského soudu. První spor považují literární historikové za nejhodnotnější. Spory duše s tělem (jako žánr) měly vždy zajímavé teologické souvislosti, v případě první českého sporu je evidentní, že autor je obeznámen s učením Tomáše Akvinského o jednotě duše a těla a vychází z něj. Vyhýbá se tomu, aby personifikované tělo a personifikovanou duši plně rozpojil do dvou postav, stále zdůrazňuje, že hovoří jediný člověk. I z toho se usuzuje, že autor básně mohl být knězem nebo mnichem. I z formy lze usuzovat, že báseň byla určena ke čtení v kostele či v klášterním refektáři, byť není jasné, zda ji měl číst jeden člověk, nebo "inscenovat" dva mluvčí, z nichž jeden by hovořil za tělo a druhý za duši (to v případě klášterní varianty). První spor duše s tělem byl poměrně zapomenutým textem, ale znovuobjevil ho a roku 1927 nechal znovu vydat Roman Jacobson, který ho považoval za vrcholný projev staročeského básnictví.